# 나메즈역
나메즈역(일본어: 滑津駅)은 일본 나가노현 사쿠시에 위치한 동일본 여객철도 고우미 선의 철도역이다. 단선 승강장 1면 1선의 구조를 갖춘 지상역이다.

## 이용 현황
- 2010년도 : 89명
- 2011년도 : 86명

## 역 주변
- 사쿠 종합 운동공원

## 역사
- 1916년 6월 6일 : 사쿠 철도의 나메즈 정류소로서 개업. 여객 영업만.
- 1934년 9월 1일 : 사쿠 철도의 국유화에 의해 국철 나메즈역으로 됨.
- 1944년 3월 1일 : 폐지.
- 1952년 3월 1일 : 재개업. 여객 영업만.
- 1987년 4월 1일 : 일본국유철도 분할 민영화에 의해, 동일본 여객철도가 승계.

## 인접 역
| 동일본 여객철도 고우미 선 | 동일본 여객철도 고우미 선 | 동일본 여객철도 고우미 선 |
| ------------------------- | ------------------------- | ------------------------- |
| 나카고미 고부치자와 방면  | 고우미 선                 | 기타나카고미 고모로 방면  |